# Khanqah Nadir Divan-Begui
Le khanqah Nadir Divan-Begui ou khanakha Nadir Devonbegui (ouzbek : Nodir Dеvonbegi хоnaqohi) est un khanqah de la ville de Boukhara en Ouzbékistan, construit par un dignitaire ouzbek dénommé Nadir Divanbegui (ru) de la famille d'Imamkouli-khan, en 1619-1620. Il forme un ensemble architectural de type koch situé en face de la médersa Nadir Devonbegui. Il fait partie du complexe Liab i Khaouz, et est inscrit avec d'autres monuments du centre historique de Boukhara dans la liste du Patrimoine mondial de l'UNESCO.

## Architecture
Ce khanqah se présente comme un petit bâtiment à plusieurs chambres dominé au centre par une coupole fendue par des niches sur ses côtés. Les cellules sont installées dans les murs latéraux et les angles des murs du bâtiment. La façade principale est recouverte de mosaïques et ceinte de tourelles sur ses côtés qui lui confèrent plus de monumentalité. Les façades latérales sont décorées d'arcs.

## Galerie

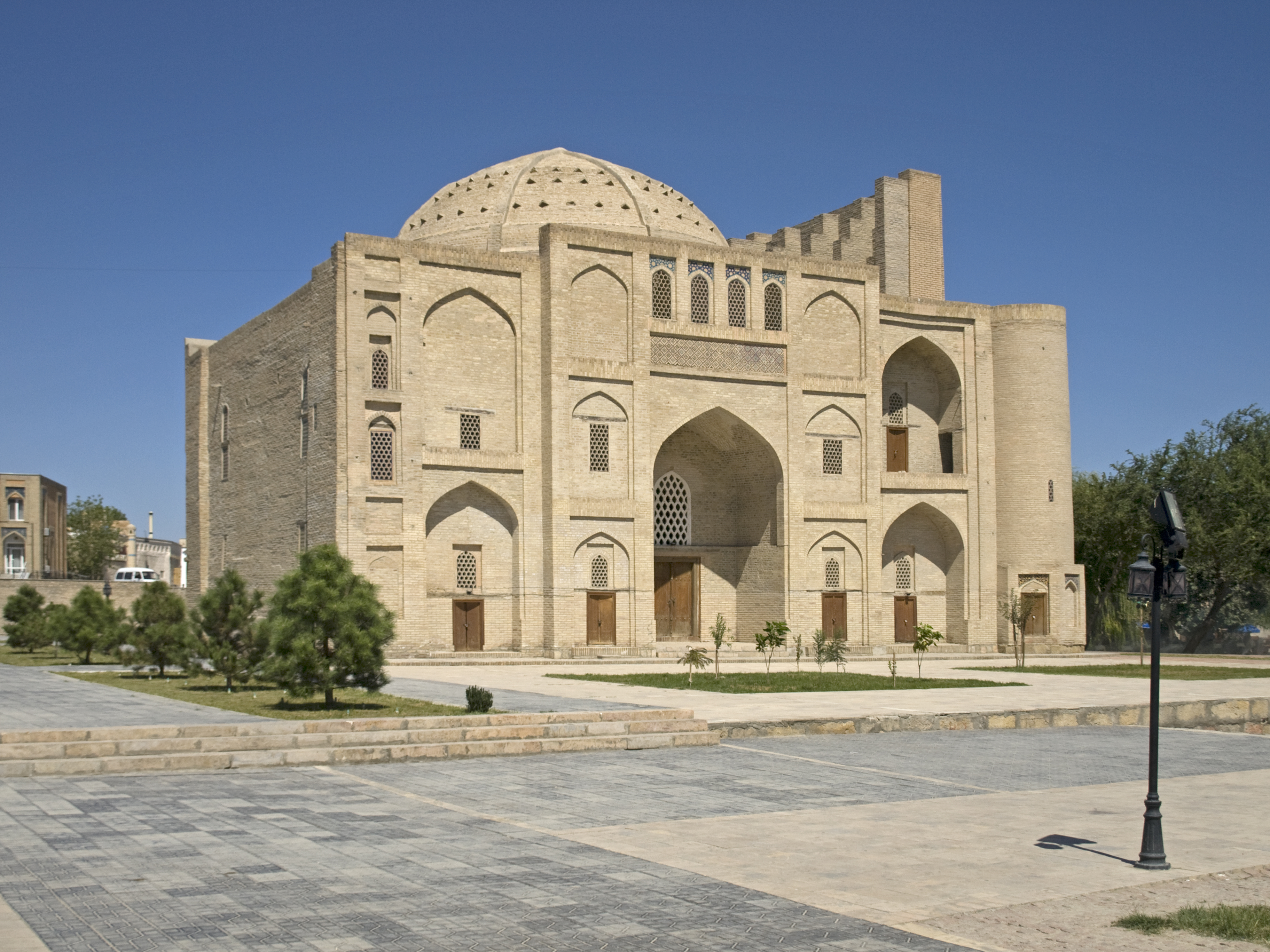
Vue du sud
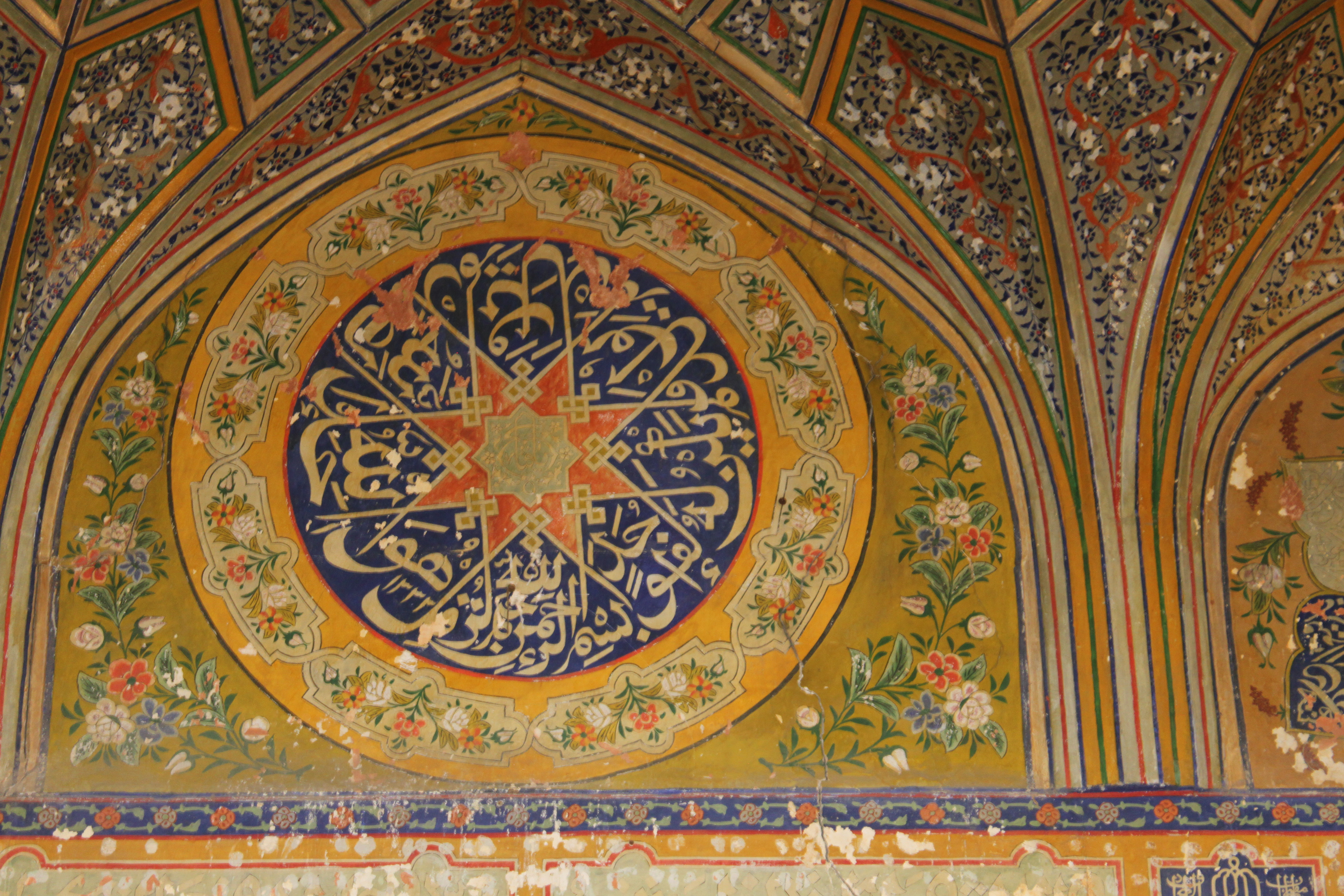
détail intérieur
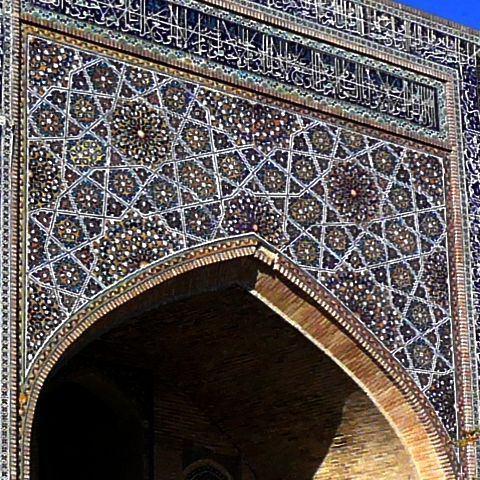
détail

## Article conncexe
- Médersa Nadir Devonbegui